# Phase B anhydre
Ne doit pas être confondu avec Phase B ou Phase B superhydratée.
La phase B anhydre (AnhB, pour l'anglais Anhydrous phase B) est un silicate de magnésium , de formule Mg14Si5O24. On l'appelle ainsi par référence à l'hydrate Mg12Si4O19(OH)2 de structure analogue, connu antérieurement et dénommé phase B.
La phase B anhydre n'a été obtenue qu'au laboratoire,, mais pourrait exister dans le haut de la zone de transition (en) du manteau terrestre.